# Liste des sites Ramsar au Portugal
Cet article recense les zones humides du Portugal concernées par la convention de Ramsar.

## Statistiques
La convention de Ramsar est entrée en vigueur au Portugal le 24 mars 1981.
En janvier 2020, le pays compte 31 sites Ramsar, couvrant une superficie de 1 324,87 km2.

## Liste
| Site                                                                  | Voïvodie           | Notes | Date             | Superficie (km²) | Altitude (m) | Identifiant Ramsar | Identifiant WDPA | Coordonnées                         | Photo |
| --------------------------------------------------------------------- | ------------------ | ----- | ---------------- | ---------------- | ------------ | ------------------ | ---------------- | ----------------------------------- | ----- |
| Estuaire du Tage (pt)                                                 | Lisbonne, Alentejo |       | 24 novembre 1980 | 145,63           | - 20         | 211                | 68145            | 38° 49′ 52″ nord, 8° 59′ 10″ ouest  |       |
| Ria Formosa                                                           | Algarve            |       | 24 novembre 1980 | 160,00           | - 25         | 212                | 68146            | 37° 01′ 52″ nord, 7° 48′ 50″ ouest  |       |
| Paul de Arzila (en)                                                   | Centre             |       | 8 mai 1996       | 5,85             | 3 - 92       | 822                | 127881           | 40° 10′ 12″ nord, 8° 33′ 14″ ouest  |       |
| Paul de Madriz                                                        | Centre             |       | 8 mai 1996       | 2,26             | 8 - 61       | 823                | 127883           | 40° 07′ 41″ nord, 8° 38′ 02″ ouest  |       |
| Paul do Boquilobo (pt)                                                | Alentejo           |       | 8 mai 1996       | 5,29             | 12 - 22      | 824                | 127882           | 39° 23′ 10″ nord, 8° 31′ 55″ ouest  |       |
| Lagune d'Albufeira (pt)                                               | Lisbonne           |       | 8 mai 1996       | 19,95            | 0 - 68       | 825                | 127879           | 38° 31′ 01″ nord, 9° 07′ 48″ ouest  |       |
| Estuaire du Sado (pt)                                                 | Alentejo           |       | 8 mai 1996       | 255,88           | 0 - 36       | 826                | 127878           | 38° 27′ 43″ nord, 8° 43′ 34″ ouest  |       |
| Ria de Alvor (pt)                                                     | Algarve            |       | 8 mai 1996       | 14,54            | 0 - 29       | 827                | 127884           | 37° 08′ 10″ nord, 8° 36′ 40″ ouest  |       |
| Lagunes de Santo André et da Sancha (pt)                              | Alentejo           |       | 8 mai 1996       | 26,38            | 0 - 47       | 828                | 127880           | 38° 03′ 40″ nord, 8° 48′ 25″ ouest  |       |
| Marais maritime de Castro Marim                                       | Algarve            |       | 8 mai 1996       | 22,35            | 1 - 44       | 829                | 127885           | 37° 12′ 22″ nord, 7° 26′ 46″ ouest  |       |
| Paul de Tornada (pt)                                                  | Centre             |       | 24 octobre 2001  | 0,50             | 8 - 9        | 1106               | 900609           | 39° 26′ 49″ nord, 9° 08′ 02″ ouest  |       |
| Paul do Taipal                                                        | Centre             |       | 17 octobre 2001  | 2,33             | 3 - 25       | 1107               | 900610           | 40° 10′ 59″ nord, 8° 41′ 20″ ouest  |       |
| Lagunes de Bertiandos et São Pedro (pt)                               | Nord               |       | 2 décembre 2005  | 3,46             | 8 - 30       | 1613               | 902879           | 41° 45′ 54″ nord, 8° 38′ 10″ ouest  |       |
| Haut plateau de la Serra da Estrela et haute-Zêzere                   | Centre             |       | 2 décembre 2005  | 50,75            | 850 - 1 929  | 1614               | 902880           | 40° 21′ 22″ nord, 7° 35′ 38″ ouest  |       |
| Lagunes des fajãs da Caldeira (pt) et dos Cubres (pt)                 | Açores             |       | 2 décembre 2005  | 0,87             | 0 - 59       | 1615               | 902881           | 38° 37′ 59″ nord, 27° 56′ 49″ ouest |       |
| Polke de Mira-Minde et sources associées                              | Centre             |       | 2 décembre 2005  | 6,62             | 55 - 200     | 1616               | 902882           | 39° 31′ 19″ nord, 8° 41′ 24″ ouest  |       |
| Estuaire du Mondego                                                   | Centre             |       | 2 décembre 2005  | 15,18            | 0 - 16       | 1617               | 902883           | 40° 07′ 30″ nord, 8° 49′ 26″ ouest  |       |
| Caldeira de Graciosa                                                  | Açores             |       | 16 juin 2008     | 1,20             | 86 - 402     | 1798               | 109084           | 39° 01′ 34″ nord, 27° 58′ 23″ ouest |       |
| Caldeira de Faial (en)                                                | Açores             |       | 16 juin 2008     | 3,12             | 573 - 1 043  | 1799               | 109085           | 38° 35′ 10″ nord, 28° 42′ 54″ ouest |       |
| Caldeira de Corvo                                                     | Açores             |       | 16 juin 2008     | 3,16             | 399 - 718    | 1800               | 109086           | 39° 42′ 32″ nord, 31° 06′ 36″ ouest |       |
| Complexe volcanique de Furnas                                         | Açores             |       | 16 juin 2008     | 28,55            | 30 - 650     | 1801               | 109087           | 37° 45′ 00″ nord, 25° 19′ 01″ ouest |       |
| Complexe volcanique de Sete Cidades                                   | Açores             |       | 16 juin 2008     | 21,71            | 260 - 873    | 1802               | 109088           | 37° 51′ 18″ nord, 25° 46′ 55″ ouest |       |
| Complexe volcanique de Fogo (pt)                                      | Açores             |       | 16 juin 2008     | 21,82            | 300 - 949    | 1803               | 109089           | 37° 46′ 05″ nord, 25° 28′ 19″ ouest |       |
| Formigas et récif Dollabarat (pt)                                     | Açores             |       | 16 juin 2008     | 0,07             | - 11         | 1804               | 109090           | 37° 16′ 01″ nord, 24° 46′ 01″ ouest |       |
| Plateau central de Terceira (pt)                                      | Açores             |       | 16 juin 2008     | 12,83            | 400 - 810    | 1805               | 109091           | 38° 44′ 31″ nord, 27° 12′ 43″ ouest |       |
| Plateau central de Flores (en)                                        | Açores             |       | 16 juin 2008     | 25,72            | 370 - 914    | 1806               | 109092           | 39° 26′ 49″ nord, 31° 13′ 05″ ouest |       |
| Plateau central de São Jorge                                          | Açores             |       | 16 juin 2008     | 2,31             | 710 - 1 053  | 1807               | 109093           | 38° 39′ 04″ nord, 28° 04′ 30″ ouest |       |
| Plateau central de Pico                                               | Açores             |       | 16 juin 2008     | 7,48             | 720 - 1 076  | 1808               | 109094           | 38° 26′ 31″ nord, 28° 13′ 48″ ouest |       |
| Pateira de Fermentelos (pt) et vallées de l'Águeda et du Cértima (pt) | Centre             |       | 3 décembre 2012  | 15,59            | 4 - 70       | 2089               | 555555593        | 40° 33′ 50″ nord, 8° 30′ 29″ ouest  |       |
| Rio Vascão (pt)                                                       | Alentejo           |       | 3 décembre 2012  | 443,31           | 4 - 579      | 2090               | 555555594        | 37° 27′ nord, 7° 48′ ouest          |       |
| Marais de Praia da Vitória                                            | Açores             |       | 13 décembre 2012 | 0,16             | 0 - 4        | 2099               | 555558424        | 38° 44′ 06″ nord, 27° 03′ 36″ ouest |       |